# Hans Peters
Hans Carl Maria Alfons Peters (ur. 5 września 1896 w Berlinie, zm. 16 stycznia 1966 w Kolonii) – niemiecki prawnik, politolog, opozycjonista antyhitlerowski w okresie III Rzeszy związany z Kręgiem z Krzyżowej, współzałożyciel CDU, rektor uniwersytetu w Kolonii (1964–1965).

## Życiorys
Studiował nauki przyrodnicze, prawo i politologię. Od 1923 był członkiem partii Centrum. Po habilitacji, w latach 1925-1928, oprócz pracy w administracji prowadził dodatkowo zajęcia jako Privatdozent na Uniwersytecie Wrocławskim. Potem otrzymał propozycję pracy od Carla Heinricha Beckera, pruskiego ministra ds. kultury, który chciał go zatrzymać w swoim resorcie. Wkrótce Peters awansował na generalnego referenta ds. uniwersytetów, został też wykładowcą na uniwersytecie w Berlinie. W roku 1933 wybrano go na członka zarządu katolickiego Stowarzyszenia im. Josepha Görresa ds. wspierania nauki. Gremium to odrzucało światopogląd i przywódcze ambicje reprezentowane przez narodowosocjalistyczny reżim.
W  roku 1932, po tzw. zamachu pruskim, reprezentował rząd pruski przed Trybunałem Stanu w sprawie przeciwko Franzowi von Papenowi. Po przejęciu władzy przez narodowych socjalistów utrzymywał kontakty ze swoimi politycznymi przyjaciółmi z partii Centrum. Szczególnie zbliżył się do współpracowników Bernharda Letterhausa, Jakoba Kaisera i Josefa Wirmera. Od 1940 utrzymywał częste kontakty z Helmuthem Jamesem von Moltke i Peterem Yorck von Wartenburg. Od 1941 uchodził w Kręgu z Krzyżowej za specjalistę do spraw kultury i wyższych uczelni. Brał udział w pierwszym i drugim zjeździe w Krzyżowej oraz uczestniczył w licznych spotkaniach członków ruchu oporu. Utrzymywał też stały kontakt z biskupem Berlina Konradem von Preysingiem. Jako współpracownik Sztabu Dowództwa Sił Powietrznych w Berlinie miał sposobność nawiązania kontaktów z innymi grupami berlińskich opozycjonistów, przede wszystkim skupionych wokół Ernsta von Harnacka i Ruth Friedrich – pracujących na rzecz pomocy Żydom.
Pomimo że należał do ścisłego grona Kręgu z Krzyżowej, po niepowodzeniu zamachu z 20 lipca 1944, jego kontakty z tą grupą nie zostały przez gestapo wykryte. Udało mu się przeżyć wojnę. Był jednym z członków założycieli CDU. Rektor uniwersytetu w Kolonii w latach 1964–1965.